# Národní muzeum v Damašku
Národní muzeum v Damašku (arabsky المتحف الوطني بدمشق‎) je muzeum, které se nachází v samém centru syrského hlavního města Damašku. Je největším muzeem v zemi a jeho expozice pokrývají celou 11 000 let dlouhou historii Sýrie. Jsou zde vystaveny artefakty převážně ze starověkých měst Mari, Ebly a Ugaritu, tedy tří nejvýznamnějších syrských archeologických nalezišť. Založeno bylo v roce 1919 a je tak nejstarší institucí národního kulturního dědictví v zemi.

## Historie
Muzeum bylo založeno v roce 1919. Zpočátku sídlilo ve starobylé budově al-Madrasa al-Adiliyeh postavené ve 12. a 13. století. V roce 1936 bylo přestěhováno do nově postaveného objektu; tomu byla v letech 1956 a 1975 přistavena další křídla. Fasádu nové budovy tvoří v místě hlavního vchodu přední část středověkého paláce Qasr al-Hayr al-Gharbi, který byl zrekonstruován a přemístěn ze svého původního umístění v poušti asi 80 kilometrů od Palmýry. Tento proces trval několik let a oficiálně byla zrekonstruovaná stavba paláce jako hlavní vchod do muzea zprovozněna v roce 1950.
V roce 1953 bylo přistavěno nové třípodlažní křídlo budovy, čímž se výrazně zvětšila podlahová plocha a byla možnost stávající expozice rozšířit o exponáty z islámského období Sýrie a o prvky současného umělecké tvorby.
O deset let později v roce 1963 přibyl přednáškový sál a knihovna. Přednáškový sál byl vybaven nábytkem ve stylu přijímací místnosti ve stylu osmanské Sýrie 19. století s bohatou výzdobou.
Další rozšíření proběhlo v roce 1974 s tím, že sbírky byly rozšířeny o exponáty pocházející z paleolitu. V roce 2004 bylo křídlo určené pro dočasné výstavy zrekonstruováno a osazeno sbírkami exponátů z neolitu.
V roce 2012 zasáhly Damašek boje občanské války a muzeum muselo být uzavřeno. Více než 300 000 exponátů bylo odvezeno a uschováno na bezpečném místě, protože hrozilo bezprostřední zničení velké části syrského národního dědictví. Po šesti letech bylo muzeum dne 29. října 2018 znovuotevřeno pro veřejnost.

## Expozice
Nejvýznamnějším exponátem muzea je zřejmě synagoga Dura Európos z roku 245 n. l., která byla po částech přivezena do Damašku ve třicátých letech 20. století a zrekonstruována do původní podoby s velmi dobře zachovalými nástěnnými malbami a freskami biblických výjevů.
Ceněny jsou též textílie a sochy Níké, tedy řecké bohyně vítězství, pocházející ze starověkého města Palmýra. K vidění je zde asi 5 000 hliněných tabulek s klínovým písmem; mezi nimi jsou i texty zapsané ugaritským písmem, které je nejstarším abecedním druhem písma. Muzeum se dále může pyšnit cennými obrazy, hrobkami a od roku 2015 též restaurovanou kamennou sochou lva bohyně Al-Lat původem z Palmýry, která byla poničena bojovníky Islámského státu.

## Galerie

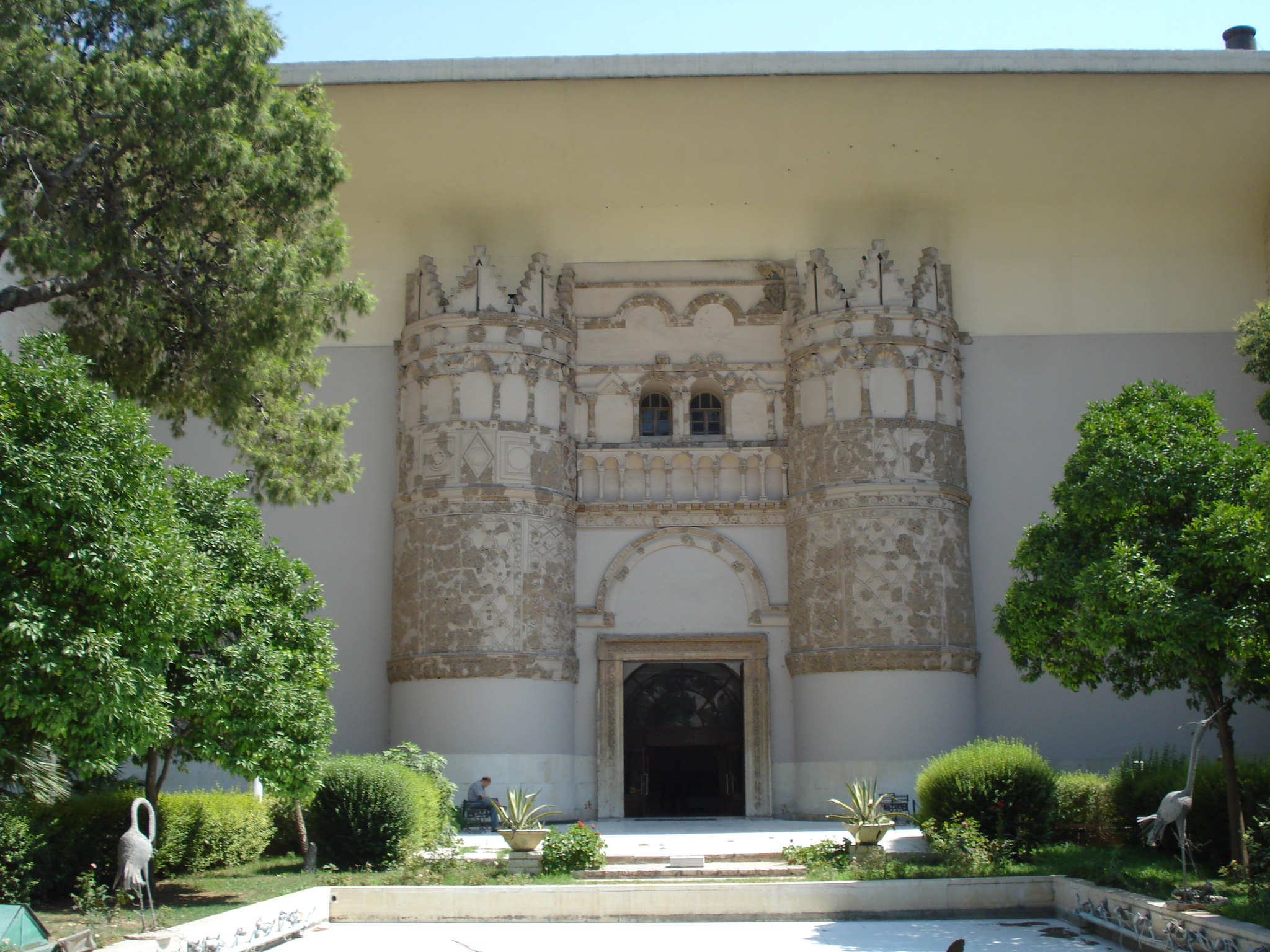
Vstup do muzea tvoří část středověkého paláce z 8. století
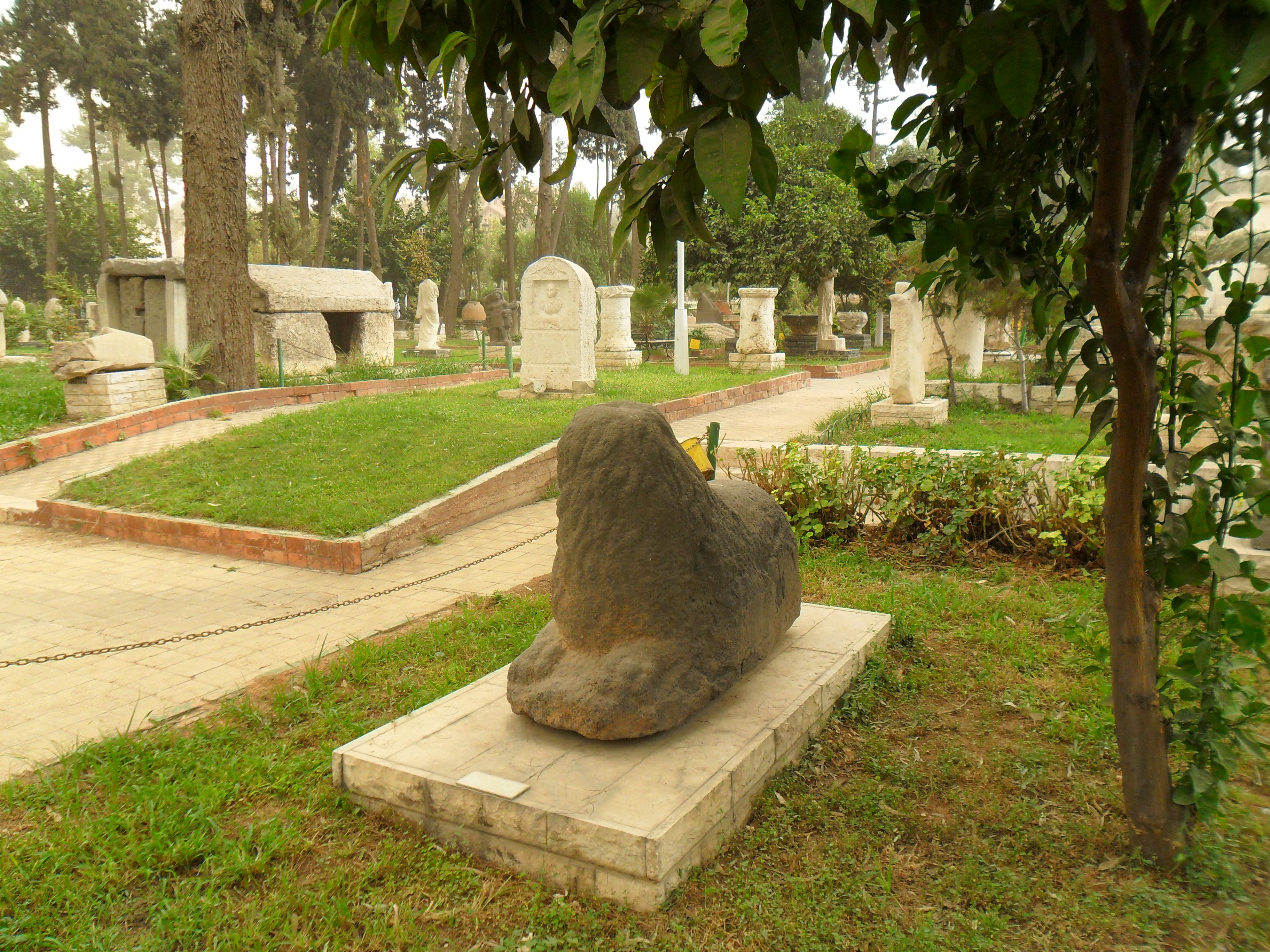
Muzejní zahrada
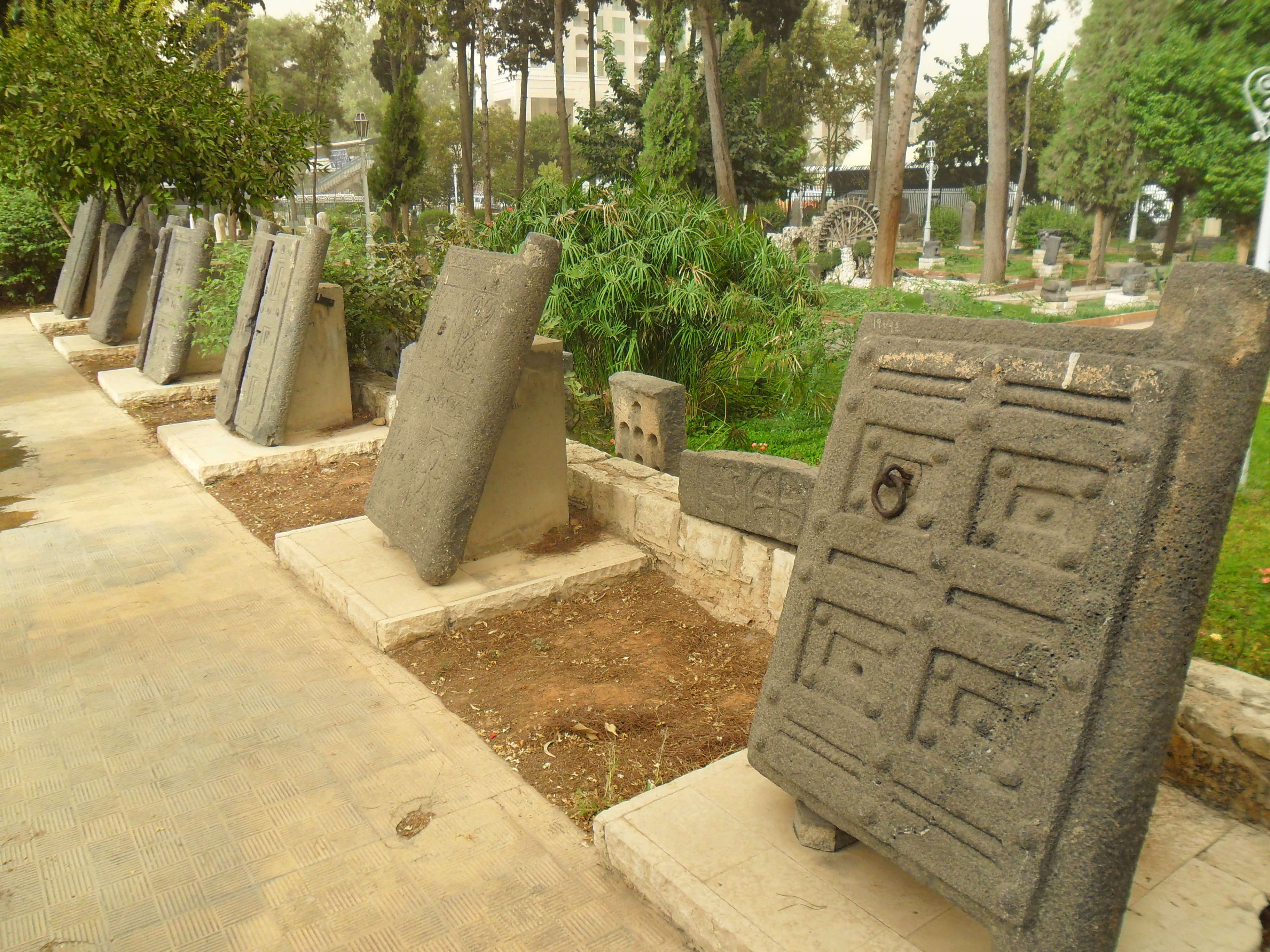
Starověké ornamenty ze syrských chrámů vystavené v zahradě
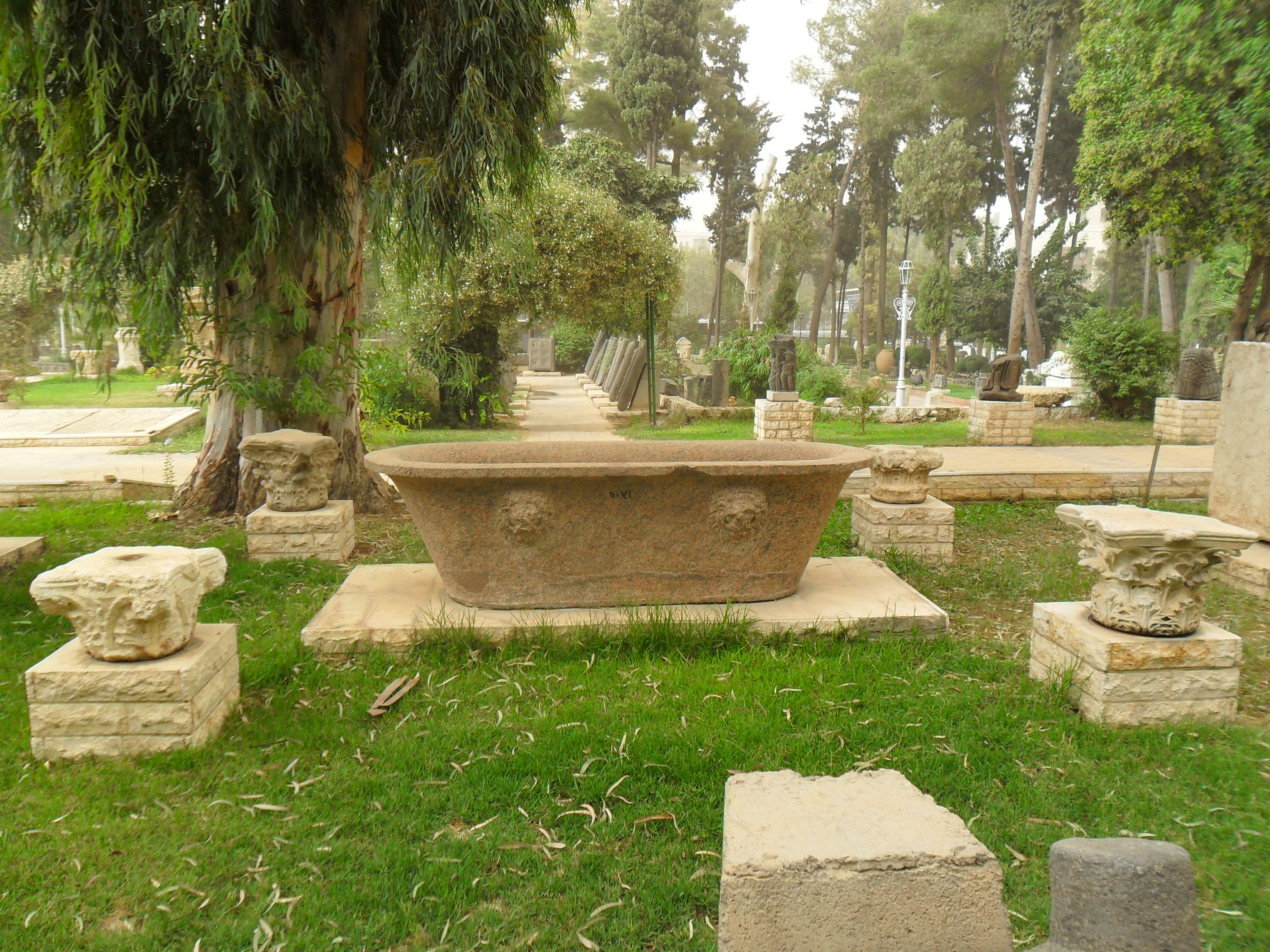
Starověká vana v zahradě muzea
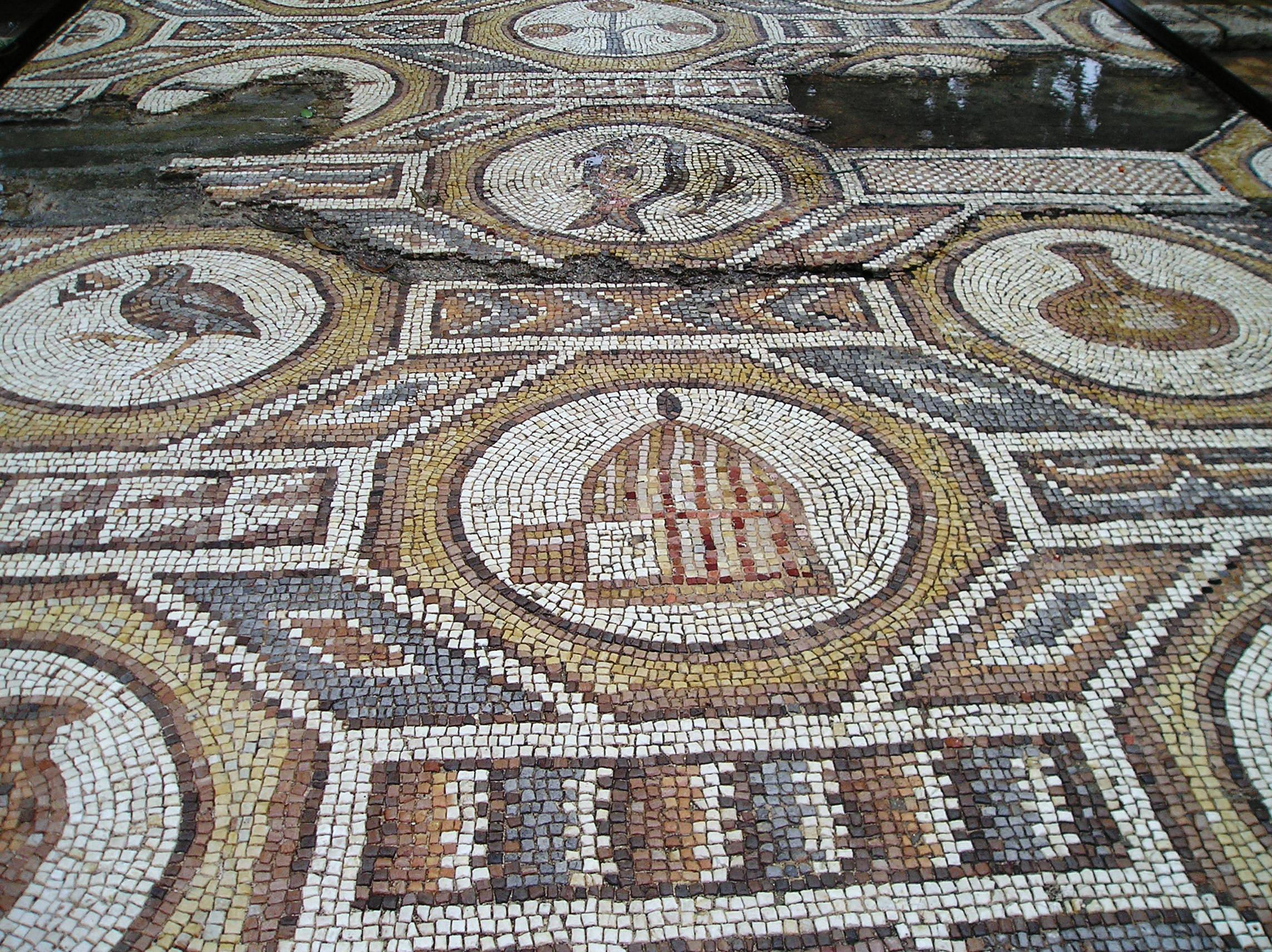
Detail mozaiky pocházejí z dob starověkého Říma
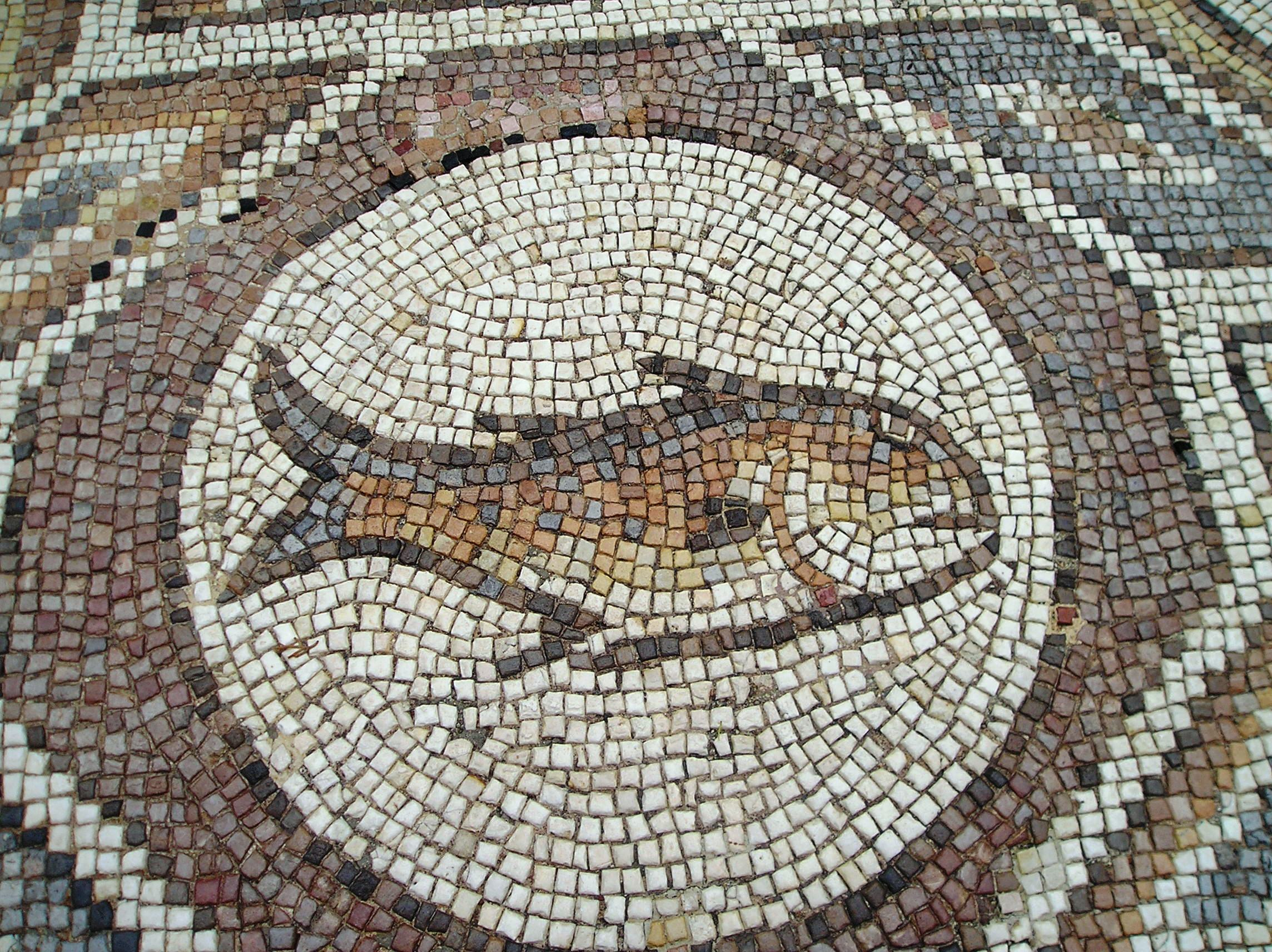
Detail mozaiky pocházejí z dob starověkého Říma
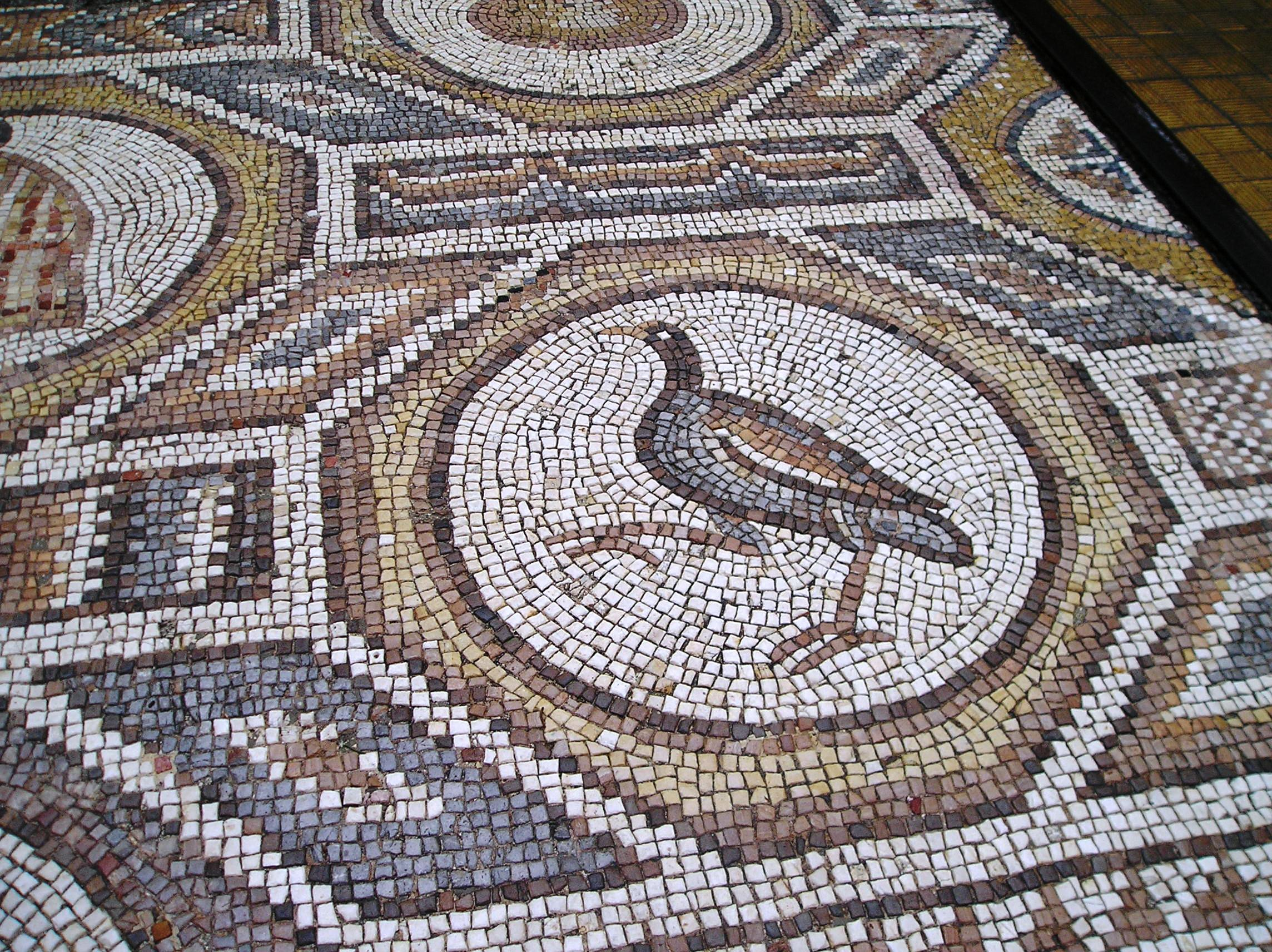
Detail mozaiky pocházejí z dob starověkého Říma
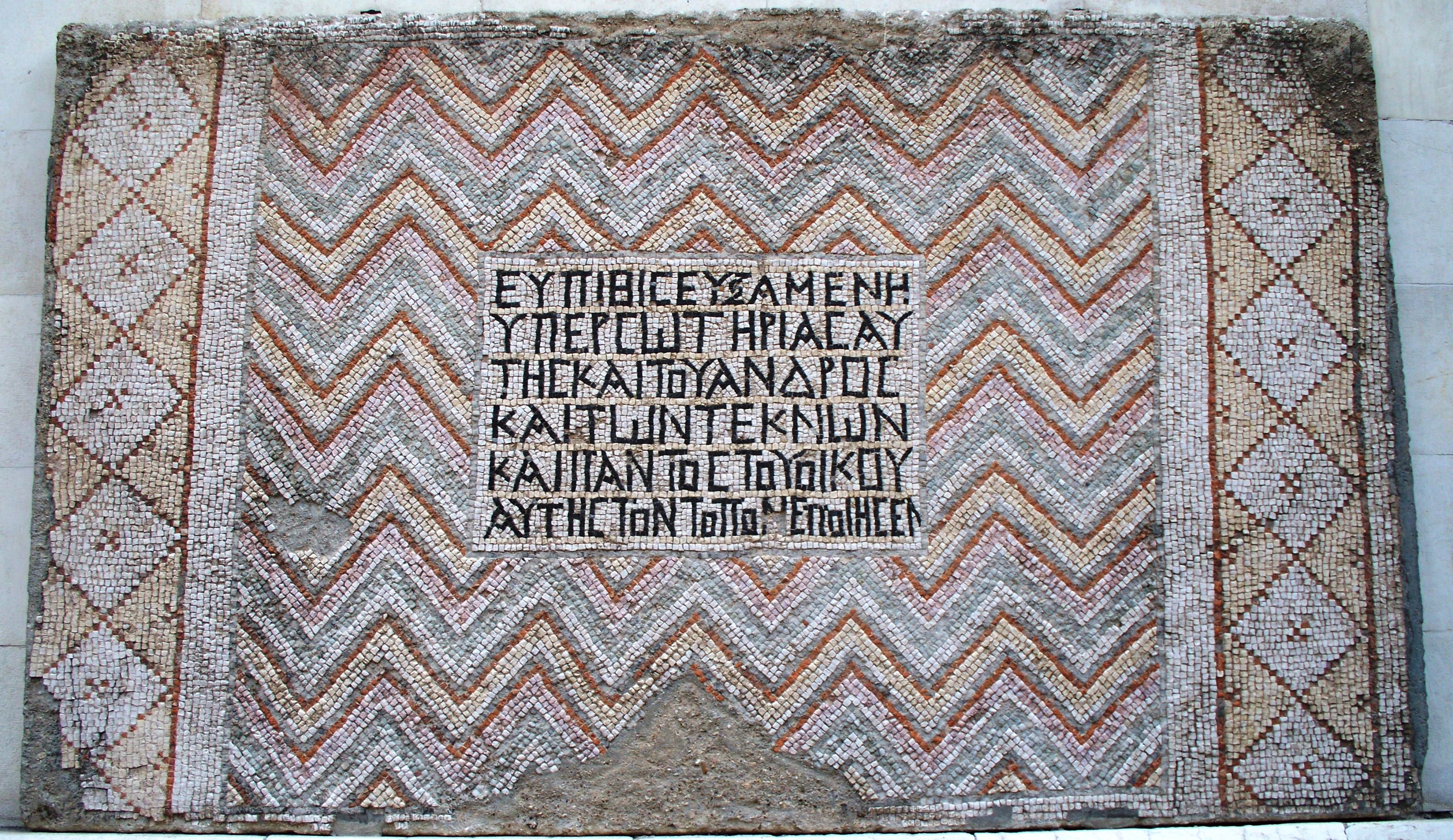
Detail mozaiky pocházejí z dob starověkého Říma s latinským textem
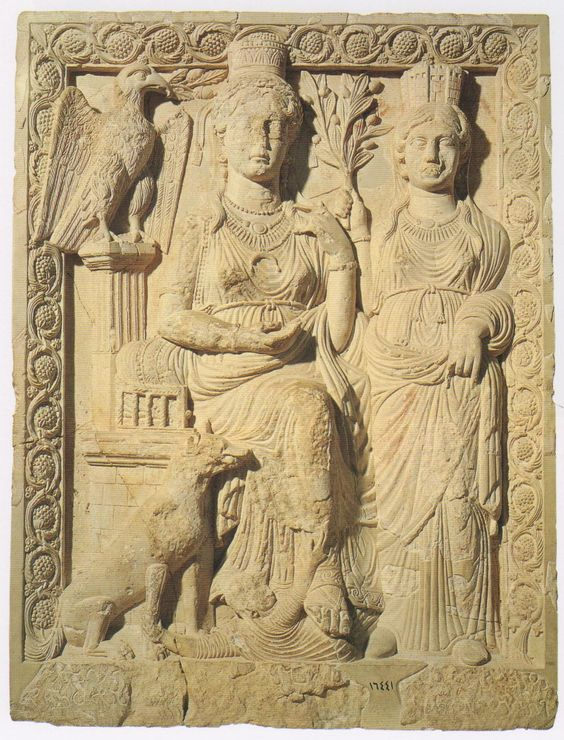
Bas-reliéf bohyně Inanny
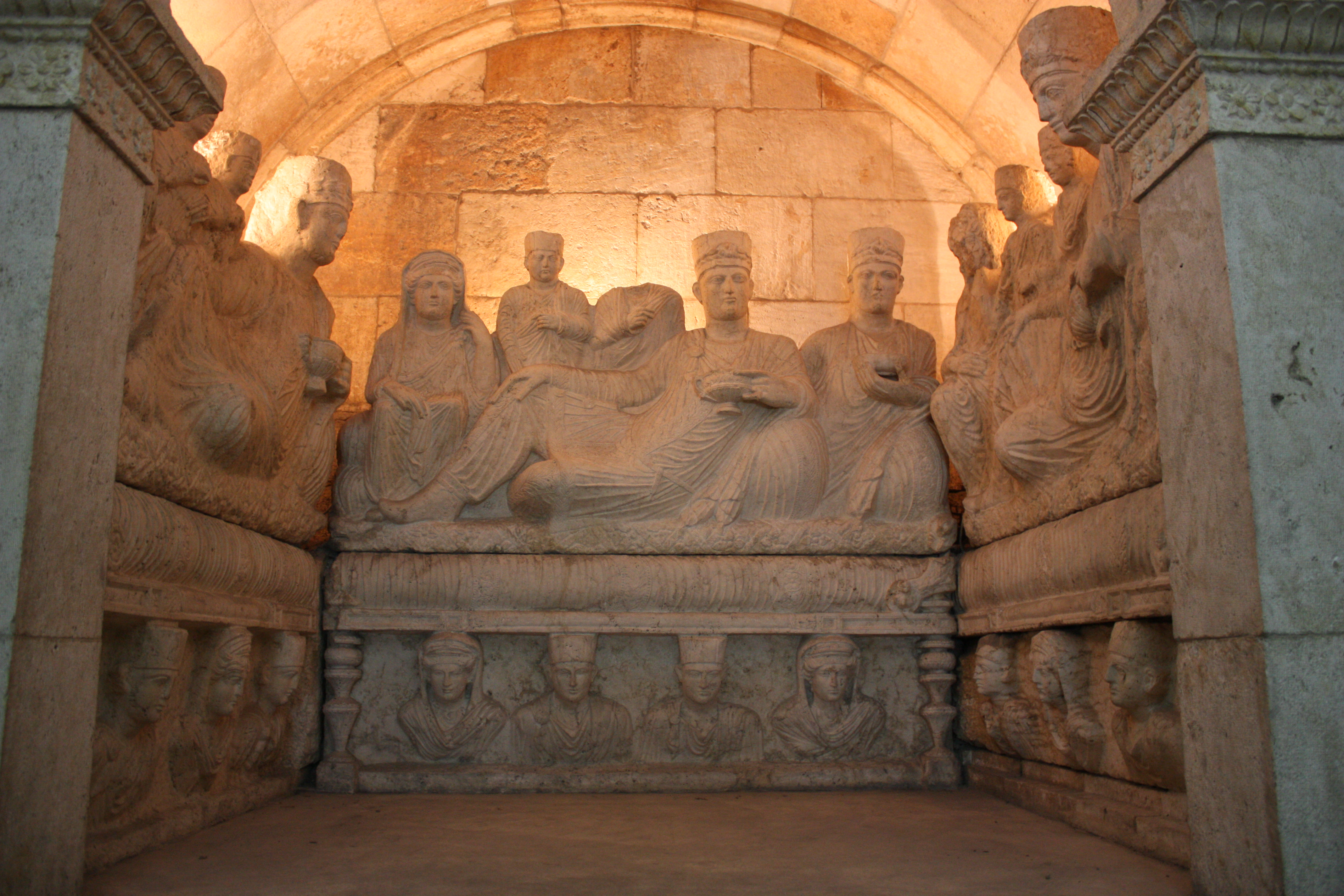
Hypogeum ze 3. století
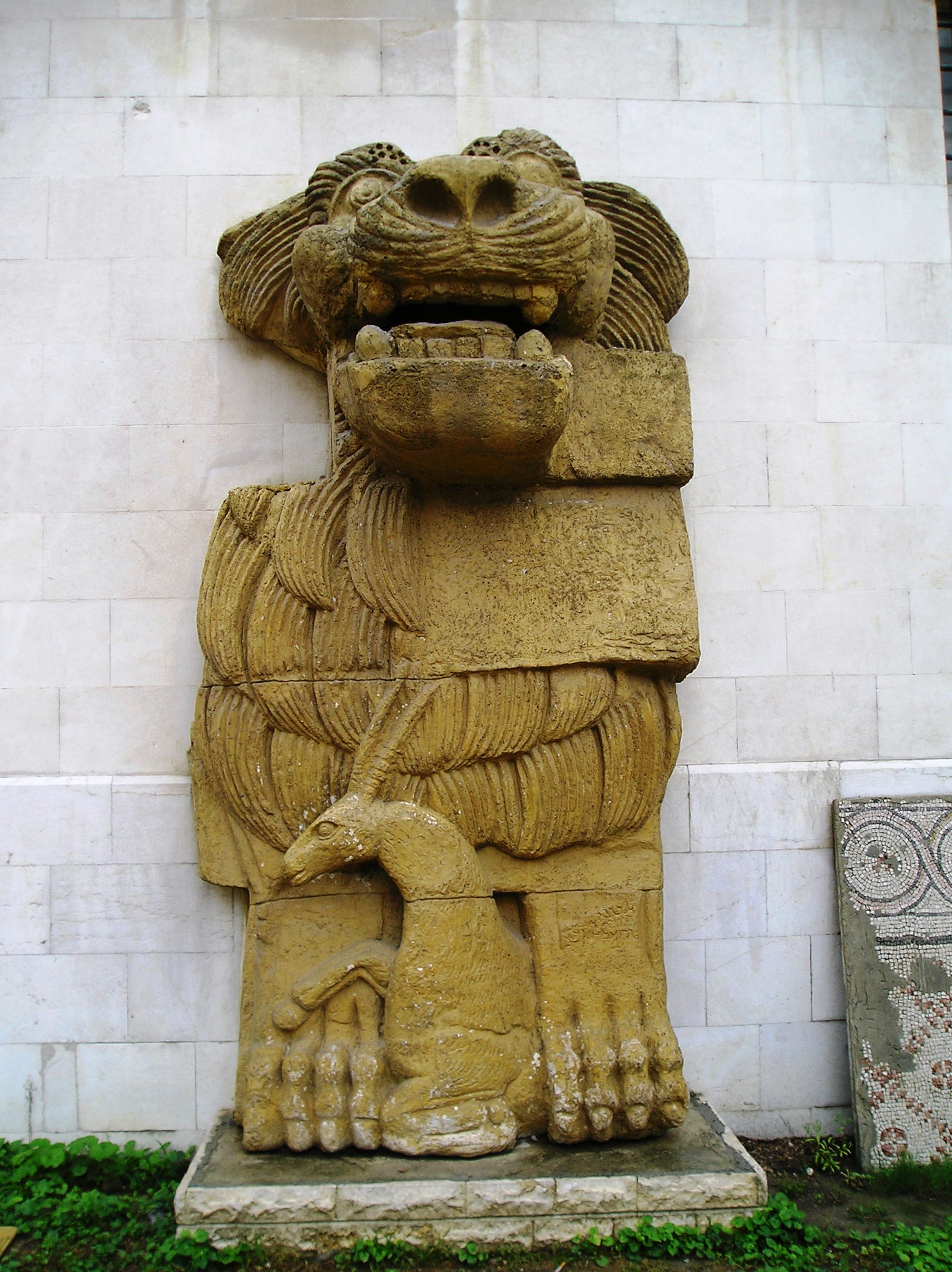
Socha lva převezeného z Palmýry
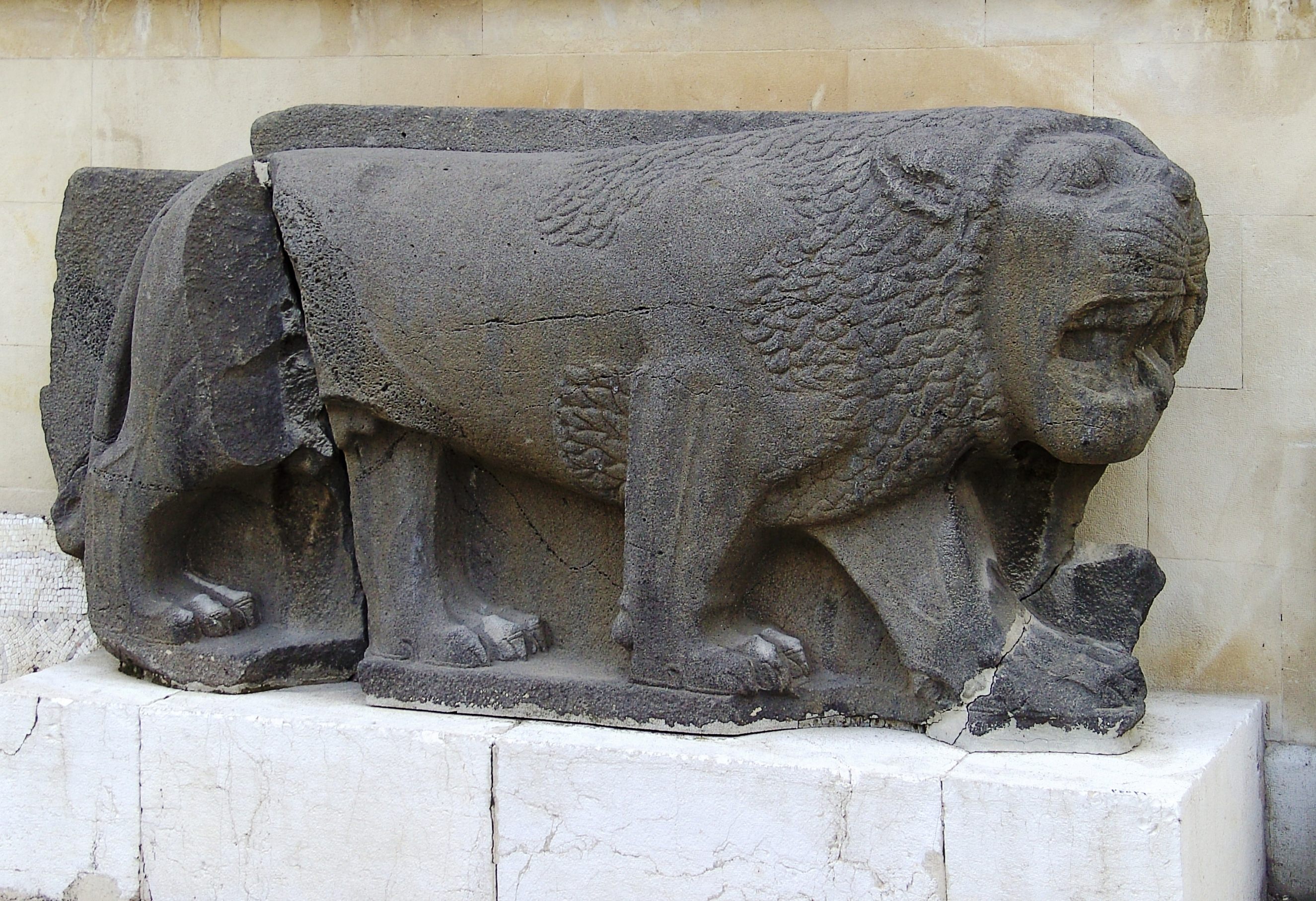
Chetitská socha lva
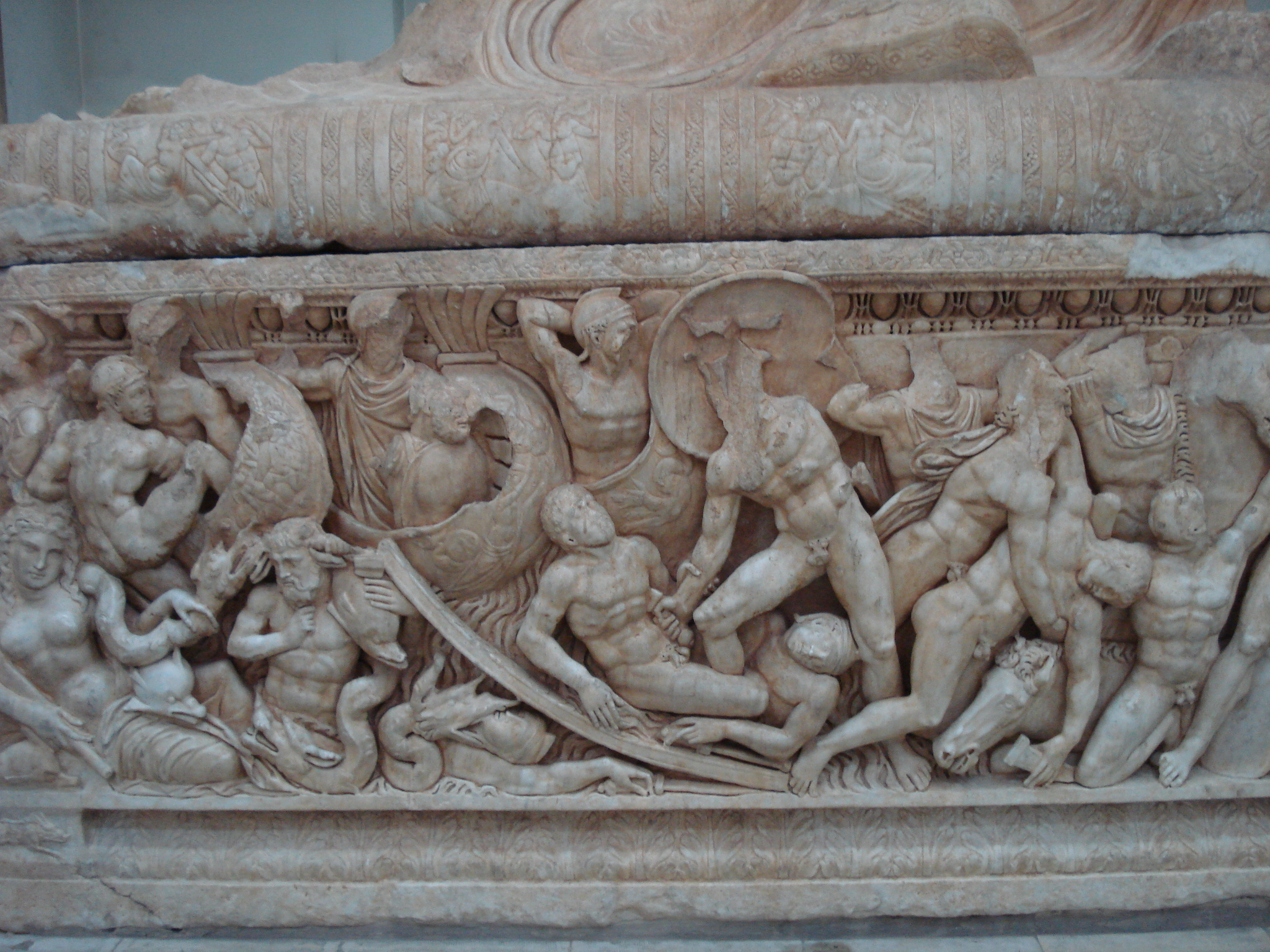
Římské hypogeum s bitevním výjevem
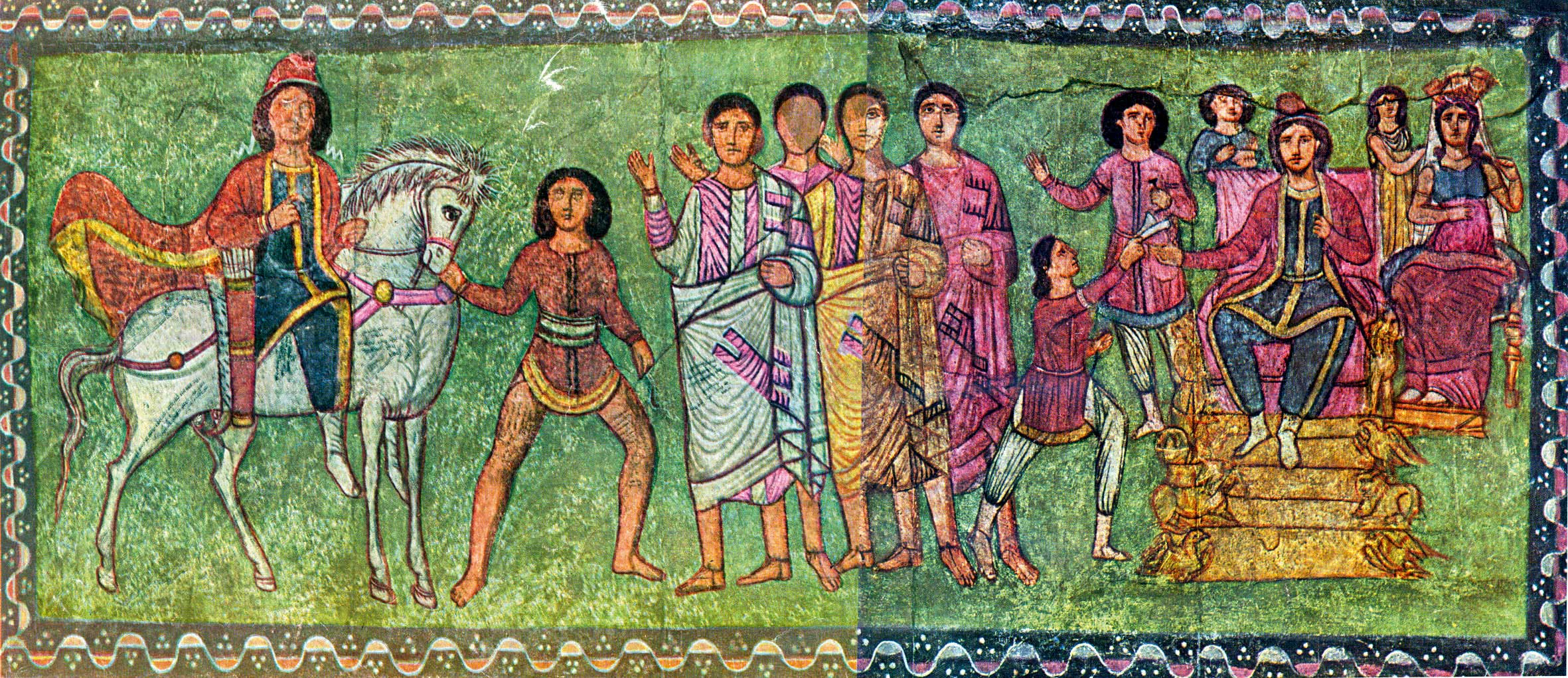
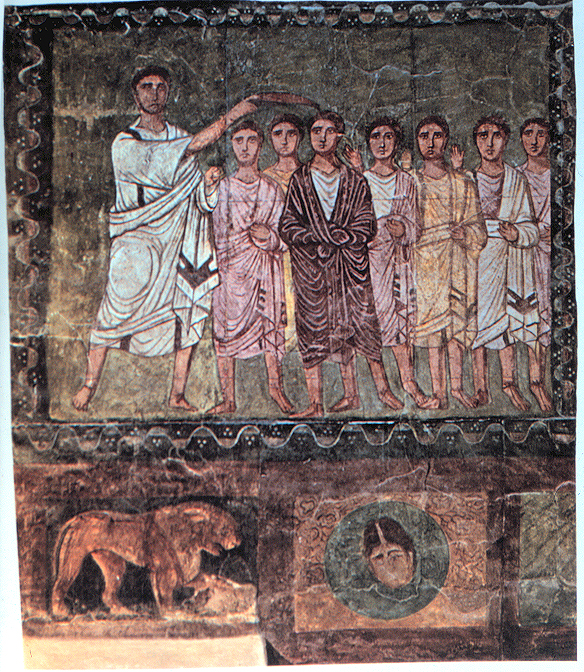
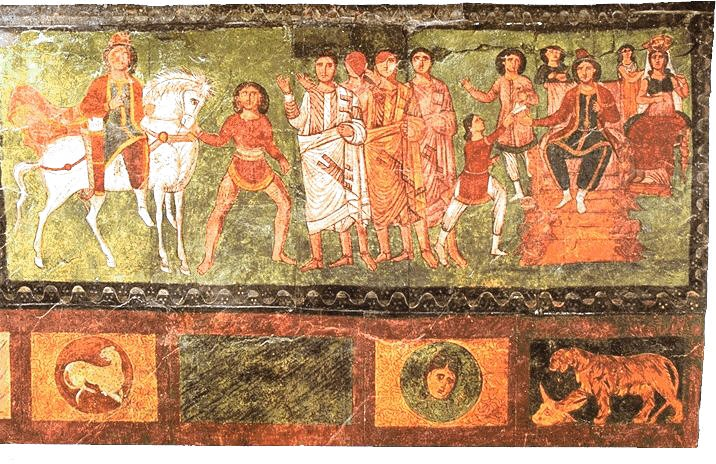